# Joyce Jonathan
Joyce Jonathan (Levallois-Perret, 3 november 1989) is een Franse singer-songwriter. Ze werd beroemd dankzij My Major Company en haar bekendste liedje Je ne sais pas. Haar eerste album, Sur mes gardes, heeft haar een gouden plaat opgeleverd in mei 2010, vijf maanden na het uitkomen van dit album. Op 23 januari 2011 kreeg ze tijdens de NRJ Music Awards de prijs van de beste Franse belofte van het jaar.

## Biografie

### Jeugd
Joyce Jonathan, de jongste van drie dochters van een moeder die directrice van een reisbureau is en een architect als vader. Ze heeft in Parijs haar middelbare school afgerond en studeert daar op dit moment Psychologie. Op haar zevende is ze begonnen met pianospelen, later leert ze ook gitaarspelen en neemt ze zangles. Idolen van haar zijn Tery Moïse en Tracy Chapman.

## Liedjes

### Thema's
Ze componeert zelf haar eigen liedjes sinds ze een tiener was. Haar inspiratie haalt ze uit haar persoonlijk leven. De teksten van haar liedjes vertellen over het gevoel van verbondenheid met familie, de liefde en andere universele thema's die veel mensen hebben geapprecieerd.

### Muziek
Joyce Jonathan speelt gitaar en piano. Haar liedjes zijn in de muziekstijl folk geschreven. Louis Bertignac heeft haar geholpen bij het uitbrengen en het schrijven van haar album Sur mes gardes.

## Discografie

### Albums
| Jaar | Titel                           | Verkoopaantallen    | Beloning           |
| ---- | ------------------------------- | ------------------- | ------------------ |
| 2010 | Sur mes gardes                  | Frankrijk: 107 000+ | Frankrijk: platina |
| 2013 | Caractère                       | Frankrijk: 40 000+  |                    |
| 2022 | Moi et toi(met Ibrahim Maalouf) |                     |                    |

### Singles
- 2010: Pas besoin de toi
- 2010: Je ne sais pas
- 2010: L'heure avait sonné
- 2011: Tant pis
- 2013: ça Ira
- 2013: Caratère
- 2015: Le bonheur